# Gustaf Einar Du Rietz
Gustaf Einar Du Rietz (* 25. April 1895 in Bromma, Schweden; † 7. März 1967 in Uppsala) war ein schwedischer Botaniker, Ökologe und Pflanzensoziologe.
Sein botanisches Autorenkürzel lautet „Du Rietz“.
Du Rietz studierte an der Universität Uppsala Botanik, wo er 1922 promoviert wurde. Von 1924 bis 1927 war er Kurator am Botanischen Museum in Uppsala und nahm 1926 bis 1927 an einer Vegetationskundlichen Forschungsreise nach Nordamerika, Australien, Neuseeland und Java teil. Von 1931 bis 1934 war er außerordentlicher Professor für Pflanzenökologie an der Universität Uppsala.
Du Rietz begründete innerhalb der Pflanzensoziologie die sog. „Uppsala-Schule“. Diese vertritt ein Konzept, bei der die Grundeinheiten des pflanzensoziologischen Systems von der Dominanz bestimmter Arten bestimmt werden.
Neben der Pflanzensoziologie war die Flechtenkunde eines seiner Forschungsgebiete.